# Andrea Eichenberger
 (mars 2023).
Si vous disposez d'ouvrages ou d'articles de référence ou si vous connaissez des sites web de qualité traitant du thème abordé ici, merci de compléter l'article en donnant les références utiles à sa vérifiabilité et en les liant à la section « Notes et références ».
Andrea Eichenberger, née le 5 avril 1976 à Florianópolis, Brésil, est une artiste visuelle, photographe et anthropologue.

## Biographie
Andrea Eichenberger nait et vit à Florianópolis, Brésil, jusqu'à la fin de ses études en arts visuels, réalisées à l'Universidade do Estado de Santa Catarina. Par la suite, elle s'installe en France. Au sein du Laboratoire d'anthropologie visuelle et sonore du monde contemporain (rattaché alors à l'Université Paris VII et dirigé par Jean Arlaud), elle fait ses premiers pas en anthropologie. À Paris, elle étudie également la photographie. En 2011, elle obtient un doctorat en anthropologie/sociologie réalisé en cotutelle internationale de thèse entre l'Université Paris VII et l' Universidade Federal de Santa Catarina, sous la direction de Pascal Dibie et Carmen Rial. En 2012, elle développe une recherche de post-doctorat en histoire de l'art/photographie à l'Université Paris I, ayant Michel Poivert comme référent. Depuis, elle développe une œuvre explorant les liens entre photographie et sciences sociales.
Ses travaux intègrent des collections publiques en France et au Brésil, comme la Bibliothèque nationale de France/BnF, le CRP/ Centre régional de la photographie Hauts-de-France, le Musée Adrien Mentienne, le Museu da Escola Catarinense/MESC et le Museu de Arte de Santa Catarina/MASC.

## Publications
- Cartas do campo, Ed. Quorum, 2012.
- Translitorânea, catalogue de l’exposition, Edition d’auteur - Taramela/Prix Funarte, 2014.
- Ponto de Fuga, vol. 1: O parque, Edition de l’auteur - Taramela, 2017.
- Les mille briques, Diaphane Editions, 2018.
- Sans Titre, Editions CRP/ Centre régional de la photographie Hauts-de-France, 2020.
- Ponto de Fuga, vol. 2: O centro histórico, Edition de l’auteur - Taramela, 2022.
- L’étrange boîte noire, Collège International de Photographie, 2022.
- La Rue Godefroy Cavaignac, Edition de l’auteur - Taramela/ Maison de la Photographie Robert Doisneau, 2023.